# 京阪タクシー
 京阪タクシー株式会社（けいはんタクシー）は、かつて京阪グループに属していた京阪沿線の京都側（一部大阪府下も）を営業エリアとするタクシー会社、所有タクシー車両数242両（内15両はトヨタハイエースを使った9人載りの特定大型車両）。

## 沿革
- 1941年7月9日 - 「宇治交通（株）」として設立。
- 1951年2月1日 - 「京阪タクシー株式会社」に社名変更。
- 1973年1月25日 - 子会社「（株）トラベル京阪(旅行業・損害保険代理店業)」設立。
- 2003年5月1日 - 中間持ち株会社「株式会社京阪タクシーシステムズ」、設立。同社の完全子会社となる。
- 2008年10月1日 - 「京阪タクシーシステムズ」が京阪電気鉄道に吸収合併される。
- 2009年1月 - タクシー用の駐車場を、伏見稲荷への初詣客の駐車場に目的外使用して大阪陸運局より行政指導を受ける。
- 2010年10月1日 - 京阪電気鉄道から第一交通産業へ全株式が譲渡され、京阪グループを離脱。「京都第一交通株式会社」に社名変更[1]。

## 本社・営業所・整備工場
全ての営業所・タクシー予約電話は京都第一交通にそのまま引き継がれている。
- 本社、洛南営業所、および整備工場（子会社「トラベル京阪」の所在地も同地）
  - 〒612-8395 京都市伏見区下鳥羽東芹川町54
- 藤森営業所
  - 〒612-0026 京都市伏見区深草堀田町10-1
- 八幡営業所
  - 〒614-8106 八幡市川口天神崎32-1
- 楠葉営業所
  - 〒573-1121 枚方市楠葉花園町2920-14